# Kosmos 67
Kosmos 67 – radziecki satelita rozpoznawczy. Siódmy statek typu Zenit-4 należącego do programu Zenit, którego konstrukcja została oparta na załogowych kapsułach Wostok.